# Chola Contravisual
Chola Contravisual es un colectivo audiovisual feminista de Huancayo, Perú, fundado en Lima en 2015. Su objetivo es promover existencias dignas, libres y felices para mujeres y disidentes de las normas sexuales y de género, utilizando técnicas de cine guerrilla para documentar y apoyar movimientos feministas.

## Historia
Chola Contravisual es un proyecto iniciado en 2015 por Geraldine Zuasnabar, cineasta huancaína de la Universidad de Lima, con el objetivo de promover la descentralización cultural. Radicado en Huancayo, el proyecto aprovecha las ventajas de un entorno menos urbanizado y más accesible económicamente. A lo largo de su trayectoria, Chola Contravisual ha producido una amplia variedad de contenidos, desde videos musicales con artistas locales hasta documentales sobre protestas feministas y entrevistas con cantantes folclóricas travestis.
Una de sus producciones más destacadas es la miniserie de YouTube "Mejor chola que mal acompañada", realizada durante la pandemia. Sin embargo, el proyecto va más allá de denunciar el racismo, abordando temas como el amor radical (munay, en quechua), la justicia erótica y el goce moreno y negro, desafiando narrativas de resentimiento. Profundamente influenciado por las experiencias de vida de las madres y abuelas de las comunidades que retrata, Chola Contravisual integra historia oral, conocimientos vivenciales y emociones intensas, enriqueciendo su enfoque creativo y político.

## Filmografía

### Series web
- «Mejor chola que mal acompañada» (ficción)[4]
- «Voces hechiceras» (documental)[4][6]
- «Luchadoras: Historias que transforman» (periodismo digital)[7]

### Cine
- Tunanteras (cortometraje)[8][9]
- Flor Pucarina (documental)[10]

## Reconocimientos
El año 2020, el documental Flor Pucarina, la faraona del cantar wanka fue declarado ganador del ‘Concurso Nacional de Proyectos de Documental Formato Largo’, organizado por la Dirección General de Industrias Culturales y Artes del Ministerio de Cultura.